# Природен ядрен реактор
Естественият ядрен реактор е древен ядрен реактор, чиято ядрена верижна реакция започва спонтанно и работи самостоятелно.
Възможно е такива реактори да са работили с уранови находища по света преди милиарди години, когато концентрацията на ядрен материал с уран-235 е била по-висока от днес. Мината от Окло в Габон е единственото място (2013 г.), където са открити доказателства за съществуването на природни ядрени реактори.